# Kategorizacije in klasifikacije čustev
Obstaja mnogo modelov čustev. Med najbolj znanimi modeli so Plutchikovo kolo čustev, Tomkinsonov seznam čustev in obraznih izrazov in Russellov cirkumpleks čustev. Med novejše klasifikacije spadajo EARL model, ki klasificira 48 čustev v 10 razredov, Lövheimova kocka čustev, ki čustva kategorizira glede na dopamin, noradrenalin in serotonin in mnoge druge.

## Klasifikacija osnovnih čustev
Glede na pregled sodobnih teorij.
| Vrsta čustva                | Pozitivna čustva                         | Negativna čustva                                 |
| --------------------------- | ---------------------------------------- | ------------------------------------------------ |
| Vezano na lastnosti objekta | Zanimanje, radovednost                   | Preplah, panika, zaskrbljenost, vznemirjenost    |
| Vezano na lastnosti objekta | Privlačnost, poželenje, občudovanje      | Odpor, gnus, stud                                |
| Vezano na lastnosti objekta | Presenečenje, vedrost                    | Brezbrižnost, poznavanje, habituacija            |
| Vezano na prihodnost        | Upanje                                   | Strah                                            |
| Vezano na dogodek           | Hvaležnost                               | Jeza, bes                                        |
| Vezano na dogodek           | Veselje, vzhičenost, zmagoslavje, slavje | Žalost, bridkost                                 |
| Vezano na dogodek           | Olajšanje                                | Razočaranje, frustracija, grozljivost            |
| Vezano na self              | Ponos, samozaupanje                      | Osramočenost, sram, krivda, obžalovanje, kesanje |
| Cathexis                    | Ljubezen                                 | Sovraštvo                                        |

## Klasifikacija EARL
Mreža HUMANIE je predlagala razvrstitev čustev v 10 razredov, pri čemer jih pet opisuje pozitivna pet pa negativna čustva.
| Negativna čustva                                                    | Pozitivna čustva                                                                 |
| ------------------------------------------------------------------- | -------------------------------------------------------------------------------- |
| Silovita: jeza, nevšečnost, zaničevanje, gnus, razdraženost         | Živahna: zabavanje, užitek, vzhičenost, vznemirjenje (pozitivno), sreča, veselje |
| Nekontrolirana: zaskrbljenost, zadrega, strah, nemoč, zaskrbljenost | Sočutna: naklonjenost, empatija, prijaznost, ljubezen                            |
| Negativne misli: dvom, zavist, frustracija, krivda, sram            | Positivne misli: pogum, upanje, ponos, zadovoljnost, zaupanje                    |
| Pasivna: dolgčas, obup, razočaranje, prizadetost, žalost            | Tiha pozitivna: mirnost, sproščenost, olajšanje, spokojnost, zadoščenje          |
| Agitacijska: vznemirjenje (negativno), šokiranost, napetost         | Reaktivna: zanimanje, vljudnost, presenečenje                                    |